# Marie Kalff

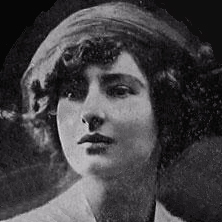
Marie Kalff

Johanna Maria Kalff (Amsterdam, 29 juli 1874 - Parijs, 19 oktober 1959) was een Frans-Nederlandse actrice. Van 1904 tot en met 1949 heeft zij 27 toneelstukken en 3 films gespeeld.
Kalff was het oudste kind van vijf van wie er twee jong overleden. Haar moeder was Ellegonda Duranda Rutgers van der Loeff (1850-1935), haar vader Antonius Kalff (1846-1910); deze laatste was onder meer koopman, directeur bij De Nederlandsche Bank en lid van Provinciale Staten van Noord-Holland.
Begin twintigste eeuw verhuisde Johanna naar Parijs waar ze actrice werd bij het Théâtre Antoine-Simone-Berriau. Daar nam ze de meer Frans klinkende naam "Marie Kalff" aan. Hierna ging ze werken met acteur en theaterdirecteur Lugné-Poe in het Théâtre de l'Œuvre. Als bewonderaarster van het symbolistische theater speelde ze werken van onder meer Maurice Maeterlinck.
In Parijs ontmoette ze landgenoot kunstschilder Kees van Dongen. Die schilderde haar in 1905. Dit doek werd “Le peignoir rose” genoemd. Ze maakte toen ook kennis met de Franse toneelschrijver  Henri-René Lenormand (1882-1951) met wie ze in 1909 trouwde en waardoor zij het Frans staatsburgerschap verwierf. 
Lenormand liet haar kennismaken met het werk van Paul Claudel. Maria Kalff speelde regelmatig in het theater van 1904 tot 1929 werken van grote auteurs zoals Tsjechov en Pirandello, vaak onder leiding van Georges Pitoëff. Zij speelde in die periode ook nog in twee stomme films van filmproducent en regisseur Émile Couzinet. In 1949 nog eenmaal als oma in de film “Le Bout de la route”.
Een belangrijke collectie van omstreeks 1500 brieven legateerde zij aan de Bibliothèque de l'Arsenal.